# Tomé Barbosa de Figueiredo Almeida Cardoso
Pour les articles homonymes, voir Cardoso.
Tomé Barbosa de Figueiredo Almeida Cardoso, était un officiel de la Secretaria de Estado dos Negócios Estrangeiros et un célèbre polyglotte et étymologiste portugais. Il parlait grec, latin, français, italien, espagnol, danois, suédois, allemand, turc, arabe, russe... et connaissait leurs littératures. Son don sidérait des écrivains comme Bocage ou Eça de Queirós.
Il mourut à Lisbonne en 1820 ou 1822.

## Œuvre connue
- Périplo, ou circumnavegação de Hannon, trasladada do grego, e annotada, em Jornal de Coimbra, Volume V (1818), p. 65 e seguintes.
- Resumo histórico dos principais portugueses, que no século XVI compuseram em latim, em Jornal de Coimbra, Volume VI (1818), p. 84-104.